# The Legend of Dragoon
The Legend of Dragoon (レジェンド オブ ドラグーン) (subtitulado en su edición al español como La Leyenda de los Dragoons) es un videojuego de rol desarrollado y publicado por SCEI para PlayStation. Fue lanzado el 2 de diciembre de 1999 en Japón, en Norteamérica el 11 de junio de 2000 y en Europa el 19 de enero de 2001.
A pesar de las críticas dispares que recibió por parte de la prensa especializada, el juego ha conseguido reunir una gran base de aficionados que incluso han creado peticiones vía internet para solicitar el desarrollo de alguna secuela, precuela o la recreación del juego original. El juego se puso de nuevo a la venta en PlayStation Network en Japón el 22 de diciembre de 2010 y en Norteamérica el 1 de mayo de 2012.

## Temática

### Personajes
Los personajes principales en The Legend of Dragoon son los guerreros Dragoon. Aunque hay nueve personajes jugables y ocho espíritus de Dragoon, nunca se posibilita tener más de siete personajes jugables en tu grupo al mismo tiempo.

### Mapa
El mundo donde transcurre la historia es el continente ficticio de Sin Fin. El continente está dividido en 7 regiones: Serdio, Tiberoa, Bahía de Illisa, Mille Seseau, Gloriano, Frontera Muerte e Islas Rotas.
La historia empieza en Serdio, donde se localiza el poblado de Seles, pueblo de Dart y Shana. Serdio se encuentra en guerra, entre la zona Norte (Reino del Rey Albert) y la zona Sur (Imperio del Emperador Doel). Son respectivamente el ejército de Basil y el imperio de Sandora.
Tiberoa se encuentra en el norte de Serdio, es un reino. El rey tiene dos hermosas princesas.
Bahía de Illisa es una zona que pertenece a Tiberoa y que se encuentra al norte de Fletz.
Mille Seseau se encuentra al norte de la Frontera Muerte y Tiberoa. Es un reino gobernado por las 4 hermanas sagradas de Mille Seseau.
Gloriano se encuentra al noroeste de Mille Seseau, una zona gélida y deshabitada. Es el lugar donde comenzó la Campaña del Dragón, ordenada por el Emperador Díaz.
Frontera Muerte se encuentra en el sur de Mille Seseau y al oeste de Tiberoa. Es un gran desierto.
Islas Rotas son las islas alejadas en el extremo izquierdo del mapa.

### Historia

#### Capítulo 1: Guerra en Serdio
Legend of Dragoon cuenta la historia de Dart, un joven mercenario quien tras cinco años tras la pista del Monstruo Negro (que le arrebató su familia), regresa al pueblo de Seles. Pero este ha sido atacado por el imperio de Sandora, con el objetivo de secuestrar a su amiga, Shana y llevarla a Prisión Hellena. Sandora es junto con Basil, una de las dos naciones en las que Serdio se dividió a causa de una devastadora guerra civil. Dart toma rumbo a la prisión y dentro de ella conoce a Lavitz, capitán de los caballeros de Basil, quien también desea escapar de ella. Dart y Lavitz consiguen rescatar a Shana, y salen de ella, en contra de la opinión de Fruegel y tomando rumbo a Indels, capital de Basil.
Tras llegar a Indels, Lavitz va a informar de lo ocurrido a su rey, el Rey Albert. Este le ordena ir a proteger la fortaleza de Hoax, junto con Dart y Shana. En este, hacen guardia por la noche y son atacados por el imperio de Sandora, dirigidos por Kongol. Kongol consigue derribar a Dart, pero una misteriosa mujer con una armadura alada, despierta en él un extraño poder: La armadura Dragoon. Con ella, consigue derrotar a Kongol. La misteriosa mujer es Rose, que ya salvó a Dart del ataque del dragón del imperio de Sandora, Feybrand y quien le adiestrará en el arte de los caballeros Dragoon. A este último se encomienda la misión de eliminarlo, gracias al poder de los caballeros Dragoon. Tras un largo viaje, llegan al Nido del Dragón, donde se topan con su domador, Greham, quien también lleva una armadura Dragoon y es el asesino del padre de Lavitz. Consiguen derrotar a los dos, obteniendo el espíritu del Dragoon de Jade el caballero Lavitz.
El veneno del Dragón afecta a Shana, que es llevada a Lohan en busca de un médico. Su único remedio es encontrar una planta que crece cerca del Templo de Shirley. Al ir a este, no se encuentra con la planta pero si con Shirley, vieja amiga de Rose, que les da el espíritu del Dragón de Plata, que tiene poderes curativos. Tras curar a Shana y derrotar al Dragón, van a las fiestas de Lohan, donde se celebra el campeonato del hombre más fuerte de Sin Fin. Dart se inscribe y se re encuentra con un viejo amigo, Haschel. El torneo es ganado por Lloyd, un joven espadachín de pelo plateado. Sin tiempo de descanso, un caballero llega para advertir a Lavitz de que el Rey Albert ha sido secuestrado y llevado a Hellena. Sin dudarlo, ponen rumbo y allí se enfrentan contra Fruegel. Pero un misterioso hombre encapuchado extrae del rey, una perla mágica. Lavitz, se abalanza sobre él con la armadura Dragoon puesta, pero es atravesado por la espada matadragones del encapuchado, quien en realidad es Lloyd.
Con la pérdida de Lavitz, el espíritu del Dragoon elige al Rey Albert. Este decide acabar una vez por todas con la guerra, poniendo rumbo a Kazas, capital de Sandora y hogar del Emperador Doel, tío de Albert. Doel se muestra con armadura Dragoon, pero es derrotado por su sobrino. Su última palabra es que Lloyd marcha a Tiberoa. El espíritu del Dragón Púrpura elige a Haschel.

#### Capítulo 2: Sombra de platino
El grupo aparece en la ciudad Fletz, donde el Rey Albert conoce al Rey Zior. Se dirigen a la entrada del Castillo Gemelo, donde observan una escandalosa exhibición de la princesa Emille. Llama la atención ya que ella nunca ha sido una mala persona. Pero no hay rastro de Lloyd, así que deciden marchar hacia Donau. Pero antes, Dart va hablar con Fester, un gran astrónomo para obtener información sobre el Monstruo Negro. Fester explica que el Monstruo Negro tiene una relación con la La luna que nunca se pone. Cuando esta se pone roja cada 108 años, el Monstruo Negro hace presencia. A la mañana siguiente, ponen marcha hacia Donau, la ciudad de las flores.
Para llegar a Donau, se tiene que atravesar las Tierras Yermes. Mientras la atravesaban, un bandido de la banda Gerich, Mappi, consigue robar el espíritu del Dragoon de Dart. Sin poder hacer nada, prosiguen su viaje a Donau en busca de información.
Al llegar a Donau, se encuentran con una ciudad dominada por bandidos. Al grupo, le cuenta que el hijo del Alcalde fue a hablar con el jefe de la banda y no ha vuelto. Y el alcalde les pide que vayan a buscarlo. Es la única oportunidad de poder recuperar el espíritu del Dragoon. Antes de partir, se topan con una inquieta muchacha, Meru, que sin pedírselo se une al grupo.
Para llegar a la guarida de la banda, se debe atravesar el valle de la Gravedad corrompida. Para ello, se necesita permiso del Rey Zior, el cual conoce a Albert. Al llegar frente al Castillo de Fletz, el guardia les impide el paso. Pero gracias a Fester, que es tutor de Lisa (la hermana menor de Emille) consiguen entrar. Nada más entrar, una sirviente de Lisa hace llamar al grupo. Ante ella, les explica al grupo como su hermana cambio. Fue después de un día que iban en caballo, el cual se encabrito y se marchó al bosque. Rato después los soldados encontraron a Emille, sin ningún rasguño pero cambiada. Ella sospecha que la banda Gerich está detrás de esto, porqué Emille pronto cumplirá 20 años, y como es tradición, se le entregará la Daga de la Luna. Albert va más allá y sospecha que puede ser Lloyd quien está detrás de todo. Gracias a Lisa, consigue el permiso y después de una cena inquieta por la presencia de Emille, ponen rumbo a la guarida.
Con el permiso en mano, entran en el Valle de la gravedad corrompida. Un valle corrompido por la magia alada y el poder de los Dragoons. Al llegar a lo más alto de él, Shana vuelve a tener la sensación de peligro como en el Volcán Villude. Un nuevo Virage es despertado, el cual será derrotado por un gran resplandor surgido de Shana. Después del susto, ya no hay más obstáculos para llegar hasta la guarida.
La guarida es en realidad el Hogar del Giganto. Haschel se queda atrás junto a Meru. Al volver, Haschel se había ido, dejando a Meru inconsciente. El grupo se adentra en la guarida y se encuentra a Haschel discutiendo con Gerich, el jefe de la banda. Gerich fue un exalumno de Haschel, el cual expulsó por sus comportamiento. Haschel combate contra él y lo derrota. Por la fuerza del combate, el lugar empieza a derrumbarse y un brazo de una estatua va a caer sobre ellos. Pero en este momento Kongol aparece para apartar el brazo. Kongol, que regresa al lugar donde nació, explica al Dart que aquí Doel le salvó de unos humanos y por ello le seguía. Ahora quiere ir con ellos porqué ve que son buenas personas. Dart recupera su espíritu y rescatan a Lynn, el hijo del alcalde. Antes de marcharse, Gerich comenta que la princesa Emille es una impostora y que la verdadera se encuentra en algún lugar del castillo. Ponen rumbo a Fletz, pero por el camino, un mercader de Lohan les vende una piedra que resulta ser el Espíritu del Dragón dorado, quien elige a Kongol como su nuevo portador, convirtiendo al giganto en un nuevo Dragoon.
Una vez en el Castillo Gemelos de Fletz, visitan a Lisa para contarle todo. El único lugar en el castillo que puede estar Emille, es en su propio aposento. Así que burlando a los guardias que en realidad son impostores de la banda Gerich llegan a él. La habitación esta desordenada y una gran cristal llama la atención. Al tocarlo, este conduce a otra dimensión, donde esta Emille en un profundo sueño. Consiguen despertarla, y la informan de todo lo ocurrido. Rápidamente se dirigen a la estancia Real, donde el Rey Zior está en plena ceremonia. Aunque impiden que prosiga la ceremonia, la impostora en un descuido se hace con la Daga. Acorralada, desvela su identidad, se llama Lenus. Combaten contra ella, pero finalmente consigue escapar. Rose dice que se trata de una alada.
El grupo sospecha de que ha marchado a una bahía cercana. El Rey Zior les ofrece el Reina Furia, su mejor navío. Está anclado en Donau. El grupo sube al navío que pone rumbo a la bahía. Mientras viajaban, se topan con un barco fantasma. Los espectro de este, se llevan a Shana. Dart y el resto se adentran en él. El espectro capitán del barco cuenta que los espíritus no descansa por penitencia a no haber podido salvar a la princesa que iba en el barco de las manos del Monstruo Negro. Al fin, encuentra a Shana, la cual reconocen los fantasma como la princesa que iba en el barco. Al verla que esta a salvo, la maldición se rompe, los fantasma desaparecen y el barco se hunde. El grupo salta al Reina Furia, menos Dart y Rose que no llegan a tiempo para salvarse.
A duras penas, la pareja llega a salvo a la costa. Dart inconsciente, es cuidado por Rose. Al verle, recuerda a su amor, Zieg y la última batalla de los caballeros Dragoon. A la mañana siguiente, un joven con su perro les encuentra y les lleva a Lidiera. El chico se llama Pete y su madre está enferma. Dart decide ayudarle, acompañándoles a Feuno.
Gracias a su ayuda, llegan a Feuno y llevan a la madre al hospital. La pareja busca en el puerto el Reina Furia. Los tripulantes, alegres de verlos, les comenta que sus amigos están en la posada. Rápidamente se encuentra en ella, para alegrar al grupo con su presencia. Otra vez todos juntos, deciden su próximo objetivo: acabar con el monstruo submarino de la región. Notan su presencia en una caverna submarina próxima.
Para poder entrar en la caverna, el alcalde de Lidiera debe dar permiso para abrir la compuerta. Dart le convence de abrirla para que puedan acabar con el monstruo. Dentro ya de la Caverna Submarina, encuentra a Lenus frente Lloyd. Lenus le entrega la Daga como muestra de amor y él le dice que es el hombre que persigue Dart, y más, dice que es el Monstruo Negro y que todo esto lo hace por el Emperador Díaz. Pero a ella no le importa. Además comenta que se marcha hacia Mille Seseau. En este momento se entromete el grupo para recuperar la Daga de la Luna, pero Lenus se lo impide. Ella invoca al espíritu del Dragón Azul de Mar y al dragón Regole, para darle tiempo de escapar a Lloyd. Derrotan a Lenus pero Lloyd se ha marchado. El espíritu elige a Meru como su nuevo dueño.
Regresan a Fletz para comunicarle al Rey Zior que han fracasado. Pero el Rey no se muestra descontento e incluso comunica de celebrar un banquete por su regreso. En la fiesta, el Rey Albert íntima con la Princesa Emille y Dart charla con Shana. Al día siguiente ponen rumbo a Mille Seseau.

#### Capítulo 3: Destino y Alma
Este capítulo se inicia con la llegada de los dragoons a las costas de Mille Seseau. El grupo desembarca en Furni, la Ciudad del Agua. Tras investigar la ciudad, el alcalde de Furni pide ayuda a Dart para capturar a Kamuy, el lobo de Teo que al parecer se ha vuelto salvaje. Así, el grupo parta hacia el Bosque Verde en busca de Kamuy. En el bosque, todos se apresuran a la caza de Kamuy. Dart y los demás se ven obligados a reducir a Kamuy por la fuerza. Tras derrotarlo, regresan a Furni donde observan cómo Kamuy vuelve a la normalidad en tamaño y ser.
Tras esto, el grupo decide ir a la biblioteca nacional de Deningrado, la capital de Mille Seseau. Toman el camino del oeste en el Bosque Verde, pero durante el camino Rose y Meru abandonarán temporalmente el grupo de acción. Dart y los suyos llegan a Deningrado, dónde allí un sacerdote les cuenta la historia sobre el Árbol Divino y las razas existentes. Les lleva a la biblioteca dónde todos leen cosas sobre las diferentes razas. Mientras, Rose ha llegado a Neet, completamente arrasada y cubierta de nieve. En la tumba se encuentra la Segunda Hermana Sagrada de Mille Seseau, Luanna, la única superviviente junto con Dart que se quedó ciega por las explosiones. Rose la escoltará hasta Deningrado. Por su parte, Meru ha llegado a la Ciudad de los Alados, su tierra natal. Pero no es bienvenida, puesto que acompaña a humanos, la raza contraria a los alados. Incluso sus padres le piden que abandone la ciudad.
La escena vuelve a Deningrado, donde Rose ha llegado con Luanna y Dart y los demás suben al Palacio de Cristal. Allí conocen a las Cuatro Hermanas Sagradas de Mille Seseau y a la Reina Theresa. Dart y los demás son advertidos de que el Dragón Divino ha conseguido escapar de su prisión en la Montaña del Dragón Mortal. Shana se desvanece, perdiendo el Dragoon de la Plata Blanca y pasando a la Primera Hermana Sagrada de Mille Seseau, Miranda. También se informa a Dart de que para vencer al Dragón Divino, se necesita la Matadragones (que está en manos de Lloyd) y el Cetro Bloqueador de Dragones. Los dos objetos son alados, por lo tanto, Meru se ve obligada a contar la verdad y a llevar a todos hacia la entrada a la Ciudad de los Alados.
Después de encontrar al Antepasado de los alados les dice Dart que necesita el Cetro Bloqueador de Dragones para que puedan vencer al Dragón Divino entonces el Antepasado les deja entrar donde esta el cetro y los lleva a las Tierras Prohibida simplemente un ciudad de recuerdos pasados de los Alados, después de continuar el la ciudad encuentran un Coliseo que se usaba para peleas en el pasado, el grupo avanza y se encuentran con un Virage muy poderoso que al estar ahí lo despiertan y pelean con el, ya destruido siguen en la busca de Cetro y lo encuentran pero no esperaban que tuviera un guardián La Gran Joya, ya destruido el guardián y con el cetro en manos vuelven a la Ciudad de los Alados pero antes ven al Dragón Divino pasar y entonces huyen de ahí llegando a la ciudad le explican lo que pasa al Antepasado de los Alados y el con sus pocas fuerzas los quiere enviar a Deningrado pero con su poco poder no puede se unen más Alados y los envían rápidamente pero ya es tarde el Dragón Divino destruye Deningrado y el Palacio de Cristal llegan y rápidamente van al palacio para encontrarse con la Reina Theresa y Shana a salvo despreocupados van rumbo a la Montaña del Dragón Mortal encuentran al Dragón Divino en una riña nada más y nada menos que con Lloyd él se desaparece y los Caballeros Dragoon pelean cara a cara con el Dragón Divino, ellos le vencen y cuando muere Lloyd roba de su ojo el espíritu del dragón divino y con eso se marcha Dart y el grupo le siguen.
Al salir del Bosque Verde un guardián de las hermanas sagradas les informa que han secuestrado a la Reina Theresa por el de pelo plateado Lloyd y les dicen que lo han visto pasar en el Glaciar Kashua y va hacia La Torre de Flanvel donde se encuentra escondido el objeto divino el Espejo de la Luna.
Ellos llegan a La Torre de Flanvel y encuentran a Lloyd que les dice que la utopía se hará con los objetos divinos con su ayuda y la del Emperador Díaz, tratan de detenerle a Lloyd en una batalla la cual es muy larga, cuando se rinde Lloyd, Dart con su espada lo iba matar pero en ese justo momento llega la Tercera Hermana Sagrada Wind a salvar a Lloyd y ella recibe el impacto diciendo "matarte no solucionara nada" y entonces Lloyd comprende y le explica lo que pasa se digna a morir pero Dart no lo hace y le pide que lo acompañe a ver al Emperador Díaz en Vellweb.
En Snowfield se paran y Lloyd les cuenta que el fruto 108 del Árbol Divino es El Hijo de la Luna que regenerara la tierra, los alados al pensar que podían deteriorarse sellaron el fruto con los objetos de La Luna Divina, el dios que haría la utopía ahora lo quiere despertar el Emperador Díaz, cada 108 años cuando La Luna que Nunca se Pone se vuelve roja se supone que traería felicidad pero en cambio trae la destrucción El Monstruo Negro que pensando que la Utopía traería un mundo mejor quiere destruir a El Hijo de la Luna que se le da la oportunidad una vez cada 108 años.
Llegando a Vellweb se encuentran a Shirley y les pide que los espíritus de Dragoon del pasado siguen aquí en Vellweb están atrapados en las torres de los 7 dragoons, que los envíen en cuanto puedan para que descansen en paz.
Siguiendo su rumbo encuentran al Emperador Díaz y a Shana, Dart le da los objetos de la luna y el suelta a Shana entonces le preguntan que va hacer con los objetos de la luna, el Emperador Díaz simplemente dice "Mi único deseo es el advenimiento de la última especie" lo cual significa la destrucción total el Virage Embrión El Dios de la Destrucción lo cual no lo sabía Lloyd, el Emperador Díaz le dice que después de que purgue el mundo con el Virage Embrión hará la Utopía que deseaba pero Lloyd no quería la destrucción sino la creación del futuro Lloyd furioso saca su espada pero el Emperador Díaz lo saca volando con una magia en eso dice "ya no debo de ocultarme" y se quita su capucha y en realidad es Zieg con ello Dart y Rose quedan impactados con esto Rose dice que él murió en la batalla contra Melbu Frahma entonces Zieg les cuenta la historia el plan de Soa el creador del Árbol Divino y todos sus frutos cuando maduraron cayeron al suelo para llenar el mundo de vida, diciendo sus frutos y que el 108 el Virage Embrión debía de nacer como fruto 108, Soa deseaba la destrucción y la regeneración del mundo por parte del Virage Embrión dios de la destrucción. Pero los Alados hace 10000 años sabían lo que les esperaba y sellaron el fruto 108 separando el cuerpo del alma, Alados guardaron el cuerpo del Virage Embrión como La Luna que Nunca se Pone que brilla en el cielo y el alma del dios quedó encerrada en la Esfera de Cristal y Melbu Frahma se lo quedó para tener un poder mágico ilimitado y para poder conquistar a las demás criaturas, sin embargo con su poder ilimitado en su dominio los humanos resurgieron con los Caballeros Dragoon al frente, los dragoon que controlaban a los dragones estaban seguros de la victoria humana, pero justo en el momento Melbu Frahma lanzó el conjuro de petrificación contra Zieg, el tiempo casi 11000 años disolvió el conjuro, olvidando los días que llevaba con Rose y en esta época vivió como padre de Dart hasta el trágico día de Neet. Los humanos destruyeron el Cetro de Cristal y la capital real de Kadessa entonces el alma del Dios de la Destrucción fue liberada vagando por encontrar su cuerpo en La Luna que Nunca se Pone y nacer como el último dios y destruir el mundo, esa alma se apodera de un cuerpo humano y se dirige a La Luna que Nunca se Pone cada 108 años repitiéndolo, siendo así el alma El Hijo de la Luna diciendo en la leyenda "Cuenta 108 años y cuando La Luna que Nunca se Pone brille roja, El Hijo de la Luna descenderá a la tierra y dará santa bendición al mundo" la santa bendición es la destrucción. La destrucción es la voluntad de Soa. Pero hubo un dragoon que se enteró del hijo de la luna parando su tiempo llamado demonio quien era Rose en realidad el Mostro Negro. Rose explica que debe asesinar al Hijo de la Luna y a los que lo rodean para que no se conviertan en siervos del Dios de la Destrucción, después Zieg le dice a Rose que hace 18 años cuando mató a la Princesa Louvia ella tenía una hermana gemela Shana es El Hijo de la Luna, Shana es el alma del Virage Embrión Dios de la Destrucción.
Con ello Zieg tiene todo lo que necesita para disolver el sello de La Luna que Nunca se Pone y al Hijo de la Luna con esto le quieren detener pero él se escapa junto con Shana.

#### Capítulo 4: Luna y Destino
El grupo comienza en un desierto situado en La Frontera de la Muerte, ellos van rumbo a Ulara una ciudad Alada, llegando Rose muestra un collar que le ha permitido detener su tiempo y con el abre camino para Ulara, la ciudad de la brisa primaveral.
Entonces van a buscar a Charle Frahma en la ciudad Alada, encontrada preguntan por La Esfera del Sello y les dice que La Esfera del Sello es el sello contra La Luna que Nunca se Pone y se puede romper tan solo con un poder mágico igual de potente que el de los objetos de la luna divina, los objetos son solo una herramientas pero no son fundamentales para romper el Sello que quiere romper Zieg para liberar el Dios de la Destrucción.
También contó que La Luna que Nunca se Pone es el fruto 108 que dio el Árbol Divino que traía al Dios de la Destrucción que pondría fin al mundo por eso separaron su cuerpo de su alma y los sellaron, Melbu Frahma sello el alma fuente del poder mágico en La Esfera de Cristal pero en la campaña del dragoon se rompió de la esfera y empezó a migrar a un cuerpo humano. Desde entonces se le llama EL Hijo de la Luna. Los objetos de la luna divina fueron creados por Melbu Frahma porque su hermana mayor Charle hizo la Esfera del Sello para extraer gran poder mágico con ello Melbu se dio cuenta e hizo los objetos por cualquier cosa que sucediera.
Dart pregunto por las demás localizaciones de los sello lo cual Charle contestó que los 3 restantes estaban en las ciudades antiguas de: Ciudad Mágica Aglis, Ciudad de la Ley Zenebatos y Ciudad de la Muerte Mayfil. Les dice que para entrar deben ir a Rouge ciudad natal de Haschel y los envían a la casa de los gigantes para ir a Fletz de ahí construyeron un muelle informados por Charle para llegar a Rouge. Cuando llegan hablan con el alcalde y les informa que hay algo raro en el mar eso podría ser la entrada a las ciudades, los ven y Rose explica lo que eran cada una de las ciudades anteriormente, como el Palacio de Cristal era donde nacían los bebes y veían si tenían un buen poder mágico si no los mataban, Aglis era donde hacían experimentos de la magia, Zenebatos donde declaraban las leyes más que nada para juzgar de las demás especies, Mayfil donde las almas muertas iban al infierno.
Llegando a Aglis el grupo encuentra una especie hecha de magia Ruff que le dice que tiene un mensaje de Savan, cuando lo encuentran les dice que los ha estado esperando toda su vida a ellos para entregarles la Bomba Psicodélica y el nuevo sello de Moot para La Luna que Nunca se Pone, para ello debes demostrar su valor en una prueba cada uno, así con la bomba hecha y el nuevo sello funcionando van a ver el sello de la ciudad de Aglis que es protegido por un calamar Kraken pero cuando lo ven al guardián está siendo manipulado por Zieg así que les ataca pero lo vencen pero también se destruye el sello de Aglis junto con el nuevo sello creado de Moot con esto Zieg se marcha y destruye el Espejo de la Luna, todo Aglis se destruye y Savan se queda atrapado aún protegiendo de Moot pues el sello se rompió y parte de la magia se perdió, el muere junto con sus demás ayudantes magos diciendo sus últimas palabras, es así como llegan a Zenebatos por el teletransportador.
En Zenebatos una criatura voladora llega y les dice que desde ahora será sus alas de nombre Coolon que puede transportar al grupo por todo Sin Fin, las leyes son muy justas y el grupo cambia la ley prohibir a los no Alados ver la esfera del sello por lo contrario y así van a la esfera pero los acusan de algo que no hicieron así que pelean con los verdugos de Zenebatos, después de eso ven a Zieg que destruyó la esfera del sello y la daga de la luna con esto visto Zieg se marcha y así el grupo también cambiando la ley para ir a Mayfil.

Llegando a Mayfil se encuentran con los espíritus de los dragones Feybrand, Regole y el Dragón Divino. Tras liberar sus almas los guerreros llegan a un sitio donde se encuentran atrapadas las almas que han sido asesinadas por el Monstruo Negro y reaccionan ante la presencia de Rose. Cuando están por llegar a la habitación donde se encuentra la esfera del sello, se encuentran con Lavitz Slambert, quien ha sido revivido temporalmente por un demonio llamado Zackwell. Nuestros héroes derrotan Zackwell y tienen una breve despedida con Lavitz quien libera un portal para llegar a la habitación que contiene la esfera del sello, pero llegan muy tarde ya que Zieg se adelantó a destruir la esfera y nuestros héroes parecen perder las esperanzas. Tras una breve charla nuestros héroes se dirigen al exterior de Mayfil y observan como la luna que nunca se pone cae a la tierra. Luego Savan llega al lugar y transporta al equipo hasta la luna que nunca se pone.